# Huerta de San Rafael
Huerta de San Rafael es un barrio de la ciudad de Córdoba (España), perteneciente al distrito Norte-Sierra. Está situado en zona sur del distrito. Limita al norte con el barrio de Cámping; al este, con el barrio de Santa Rosa; al sur, con el barrio de Campo de la Merced-Molinos Alta; y al oeste, con el barrio Huerta de la Reina.

## Lugares de interés
- Jardines Virgen de la Estrella